# Pierwomajka (obwód akmolski)
Pierwomajka (kaz. i ros. Первомайка) – wieś w północnym Kazachstanie, w obwodzie akmolskim, w rejonie Astrachan, siedziba administracyjna okręgu wiejskiego Pierwomaj (należy do niego także wieś Łozowoje i Kamyszenka). W 2009 roku liczyła 1388 mieszkańców.

## Historia
Pierwomajka to położona daleko w stepie miejscowość, jedna z pierwszych tzw. toczek – miejsc, gdzie przymusowo osiedlano Polaków i Niemców zesłanych z terenów Podola, Wschodniego Wołynia i Galicji Wschodniej Ukrainy do Kazachstanu po 1936 roku. Następnie wieś stała się znana jako 12 toczką, i został stworzony przez kołchoz im. Kalinina.

## Położenie
Wieś położona jest na lewym brzegu rzeki Iszym, między miejscowościami Kamyszenka i Łozowoje, sześć kilometrów od drogi M36 bięgnącej od Ałmaty do granicy z Rosją.